# Contea di Price
La contea di Price (in inglese, Price County) è una contea dello Stato del Wisconsin, negli Stati Uniti. La popolazione al censimento del 2000 era di 15 822 abitanti. Il capoluogo di contea è Phillips.